# 平出和也
平出 和也（ひらいで かずや、1979年5月25日 - 2024年7月27日）は、日本人アルパインクライマー、山岳カメラマン。ピオレドール賞を日本で最多の4度受賞している。石井スポーツ所属。
世界第2の高峰K2（標高8,611メートル）の未踏ルートである西壁を登攀中に中島健郎とともに滑落。捜索は打ち切りとなり、死亡したとみられている。

## 概要
長野県諏訪郡富士見町出身で、同県辰野町小野で育つ。小中学校では剣道で長野県3位となった。
1995年4月、東海大学第三高等学校に入学すると陸上部に所属し、競歩の選手として活躍、全国大会で6位入賞。高校時代は訓練のため赤岳など日本の山を陸上スタイルで走って登っていた。1998年4月に東海大学へ入学、高校時代に引き続き1,2年時は陸上部で競歩に取り組み、日本選手権では10位となった。大学2年の秋に競歩への情熱が冷め、3年時より陸上部を離れ山岳部に所属。4年生の春、チベット側からのヒマラヤ山脈遠征に加わった。
2001年に未踏峰クーラカンリ東峰（7,381m）に初登頂を果たし、日本スポーツ賞を受賞した。
2002年、カラコルム山脈のパキスタン北部エリアを訪れ、未踏の山やルートへの想いを募らせた。ゴールデンピーク（7,027m）を目標に選んでパートナーを探して登山家に声をかけ、応じた谷口けいと2004年に北西稜の初登攀に成功した。
2008年7月、同じICI石井スポーツ所属のプロ登山家竹内洋岳からの誘いで8,000m峰のガッシャーブルムⅡ峰とブロードピークにサポート兼カメラマンとして参加し、連続登頂に成功。2008年10月のカメット峰（7,756m/インド）南東壁未踏ルート初登攀の功績によって、谷口けいと共に「第17回ピオレドール賞」を日本人として初受賞。同功績により日本スポーツ賞も受賞。山岳スキー競技選手権アジア選手権団体リレー優勝、個人バーチカル5位、個人総合4位。
2013年5月、ミウラエベレスト2013隊に参画し、三浦雄一郎の80歳でのエベレスト登頂を撮影した。2014年、NHKテレビ番組『グレートトラバース』で日本百名山一筆書きに挑戦した田中陽希に撮影スタッフとして同行した。翌年、続編の日本二百名山一筆書きにも撮影スタッフとして同行している。
2015年12月、世界的な山岳登攀と独自の技法による撮影実績が讃えられ、第17回秩父宮記念山岳賞を受賞した。2017年2月には「誰にもまねできない冒険と撮影を両立している」として第21回植村直己冒険賞を受賞、2017年11月には同年の8月22日に達成したシスパーレ（7,611m/パキスタン）北東壁未踏ルート登攀の功績によって平出の新たなパートナーでもある中島健郎と共に「第12回ピオレドールアジア賞」を受賞し、翌2018年には同功績で2度目のピオレドール賞となる「第26回ピオレドール賞」を受賞した。谷口けいは2015年に北海道の大雪山系で遭難死しており、平出はシスパーレ山頂の雪中に谷口の遺影を埋めた。
2019年7月にパキスタンのカラコルムのラカポシの未踏の南壁ルートから登頂し、翌2020年に同功績で3度目のピオレドール賞となる「第28回ピオレドール賞」を中島健郎と共に受賞した。
新型コロナウイルス感染症の世界的流行により現地入りできない状況が続いていたが、2021年12月17日、パキスタン北部カラコルム山脈の未踏峰（6,020m）に三戸呂拓也と共に初登頂。登頂後、この未踏峰に過去挑戦した登山隊の現地ハイポーターで遭難死したサミ ウッラー カーンに由来してサミサールと命名した。資料では標高6,020mだったが、高度計は6,380mを示していた。
登山を始めた初期は「命をかければどんなルートも登れる」と思っていたが、カメット山頂近くで滑落してパートナーの命もかかっていることを自覚。慎重な性格で様々な忠告をしてくれた谷口には感謝している。未踏峰や新ルートへ挑み続けるのは、自ら課題を見つけて「答え合わせ」をすることに意義があると語っている。垂直に近い登攀ができるようになったのは登山用具の進歩が大きいとしつつ、酸素の薄い高山を自ら荷物を担いで速攻登山するスタイルであるため、可能な限り1日20キロメートルのランニングと1時間ほどの水泳で鍛えた。撮影することは社会との接点であり、それに触発された若い登山家がアルパインクライミングに関心を持ち、支援者の層が広がるメリットもあるとしている。
実家のある富士見町にツリーデッキをつくり、遠征前に帰省して心身をリセットしたり、ブランコで子供を遊ばせたりしている。

### K2登攀中の滑落事故とその後
2024年夏、中島健郎をパートナーとして、かねてから準備していたK2西壁に挑む。しかし7月27日、登攀中に標高約7,550m付近から6,300m付近まで滑落。2人の位置は救助に来たヘリコプターから確認されたが、標高が高く急峻な場所で接近が困難であったため、救助は出来なかった。滑落以降の2人に動きがなく、さらに上部に大きな氷塔があり、崩落による二重遭難の恐れがあることなどから、家族の同意の下で30日に救助活動が打ち切りとなり、同日深夜に所属先の石井スポーツが同社ホームページで発表した。その後、同年8月22日、石井スポーツは公式ホームページで「（事故に関する）最終の報告」として、遭難により平出と中島の両名が死亡したとの見解を示し、追悼の意を表明するメッセージを発出した。
同年11月1日、中島とともに2023年のティリチミール未踏北壁からの登頂の実績から、日本人としては最多となる4度目のピオレドール賞を受賞した。同年12月10日にイタリアのサンマルティーノディカストロッツァで行われた授賞式では、双方の遺族が代理で出席し、トロフィーを受け取っている。同月14日、東京都内で中島とともに偲ぶ「お別れの会」が開かれ、約1,500人が参列した。

## 経歴
- 1979年5月25日：長野県諏訪郡富士見町に生まれる。
- 1992年
  - 3月：辰野町塩尻市小学校組合立両小野小学校卒業。
  - 4月1日：塩尻市辰野町中学校組合立両小野中学校入学。
- 1995年4月1日：東海大学第三高等学校入学。
- 1998年4月1日：東海大学入学。
- 2001年
  - 4月：未踏峰だったクーラカンリ［東峰］（7,381m/中国チベット自治区）初登頂。この功績により日本スポーツ賞を受賞。
  - 9月24日：チョ・オユー（8,201m/中国チベット自治区）に無酸素登頂し、山頂からスキー滑降。
- 2003年7月：クンヤン・チッシュ［西稜］（7,852m/パキスタン）試登。
- 2004年
  - 7月：スパンティーク、別名ゴールデンピーク[北西稜］の未踏ルート（7,027m/パキスタン）を谷口けいとともに初登頂。
  - 8月：未踏ルートであったライラピーク［東壁］（6,200m/パキスタン）を谷口けいとともに初登頂。
  - 8月：未踏峰だったドルクンムスターグ（6,355m/中国新疆ウイグル自治区）初登頂。
- 2005年
  - 8月：ムスターグアタ[東稜]（7,564m/中国新疆ウイグル自治区）を谷口けいとともに登頂し、山頂からスキー滑降。
  - 10月：シブリンの未踏ルート（6,543m/インド）を谷口けいとともに初登攀。
- 2006年6月：K2（パキスタン・中国チベット自治区）のベースキャンプへ自転車での挑戦、チベット横断。
- 2007年7月：シスパーレ［北東壁］（7,611m/パキスタン）試登。
- 2008年
  - 7月8日：ガッシャーブルムII峰（8,035m/パキスタン）を、Amical German G-II Expedition 2008（平出のほか竹内洋岳、Gustafsson Eero Veikka Juhani）として登頂。
  - 7月31日：ブロードピーク（8,047m/パキスタン）を、France Broad Peak Expedition 2008（平出のほか竹内洋岳、Eun Sun Oh、Gustafsson Eero Veikka Juhani、Nardi Daniele、Mario Penzari）として登頂。
  - 10月：未踏ルートだったカメット峰［南東壁］（7,756m/インド）を谷口けいとともに初登攀。この功績により第17回ピオレドール賞、及び日本スポーツ賞を受賞。
- 2009年
  - 7月26日：ガッシャーブルムI峰（8,068m/パキスタン）にサポート兼カメラマンとして登頂。チームを組んだベイカー・グスタフソンは、この登頂にて8000メートル峰14座を完登。
  - 10月：ガウリシャンカール（7,134m/ネパール）に谷口けいとともに挑むも、途中で断念。
- 2011年
  - 5月26日：エベレスト[南東稜]（8,848m/ネパール）登頂。アドベンチャーガイズ隊のTV撮影隊として参加。
  - 11月：未踏ルートだったナムナニ（グルマランダータ）峰［南壁］（7,694m/チベット）を谷口けいとともに初登攀。南峰から主峰、北西面へ初縦走。
- 2012年
  - 8月：カザフスタンのハン・テングリ（7,010m）に、NHKグレートサミットTV撮影隊（平出和也のほか三戸呂拓也、アレキサンダー・クデリゲ）として登頂。
  - 10月：シスパーレ［南西壁］（7,611m/パキスタン）に三戸呂拓也とともに挑むも、5,750mにて敗退。
- 2013年
  - 5月23日：エベレスト［南東稜］（8,848m/ネパール）にミウラエベレスト2013隊（三浦雄一郎、三浦豪太、倉岡裕之と平出）のサポートおよび撮影スタッフとして登頂。このとき同時登頂した三浦雄一郎はエベレスト登頂世界最高齢記録を更新（80歳223日）[25][8][9]。
  - 7月：ディラン（英語版）［西稜］（7,266m）を谷口けいとともに登頂。
  - 8月：シスパーレ［南西壁］（7,611m/パキスタン）に谷口けいとともに挑むも敗退。
- 2014年
  - 5月：エベレスト（8,848m）でアメリカ合衆国隊「Hero Project」を撮影。
  - 10月：ミャンマーのカカボラジ［北稜］（5,881m）で『NHKスペシャル』撮影。倉岡裕之、中島健郎とともに未踏ルートからの登頂を目指すも、5670m地点でルートが途絶し、天候不良により撤退[26]。
- 2015年
  - 5月：エベレスト（8,848m）でアメリカ合衆国隊「Hero Project」を撮影。
  - 10月29日：アピ（7,132m/ネパール）に、JAPAN API EXPEDITION TEAM（平出のほか中島健郎、三戸呂拓也）として登頂[27]。
  - 12月5日：第17回秩父宮記念山岳賞受賞。世界的な山岳登攀と独自の技法による撮影実績が讃えられた。
- 2016年
  - 5月19日：エベレスト［北稜］（8,848m/チベット）に、アメリカ合衆国隊「Hero Project」カメラマンとして登頂。
  - 9月21日：ルンポカンリ［北壁］（7,095m/チベット）に中島健郎とともに登頂し、北東稜を下降して縦走。
- 2017年
  - 5月25日：エベレスト［北稜］（8,848m/ネパール）に、ICI石井スポーツ登山隊（平出のほか奥田仁一、荒川勉）として登頂[28][29]
  - 5月26日：ローツェ（8,516m/ネパール）に、ICI石井スポーツ登山隊（平出のほか奥田仁一、荒川勉）として登頂[28][29]。
  - 6月：北米大陸最高峰のデナリ（6,190m/アメリカ合衆国アラスカ州）において、『NHKスペシャル』デナリ大滑降（出演:佐々木大輔）をカシンリッジから同行撮影。
  - 8月22日：シスパーレ［北東壁］（7,611m/パキスタン）新ルートから中島健郎とともに登頂。この功績により第17回ピオレドールアジア賞と第26回ピオレドール賞を受賞。
- 2019年7月2日：ラカポシ［南壁］（7,788m/パキスタン）新ルートから中島健郎とともに登頂[30]。この功績によりピオレドール賞としては3度目となる第28回ピオレドール賞を受賞。
- 2021年12月17日：サミサール（未踏峰/6,020m/パキスタン）初登頂（平出和也,三戸呂拓也）。資料では6,020mだったが、高度計は6,380mを示していた。
- 2022年9月：カールンコー［北西壁］（6,977m/パキスタン）を中島健郎とともに初登攀[31]
- 2023年7月：ティリチミール［北壁］（7,708m/パキスタン）を中島健郎とともに初登攀[32]。この功績によりピオレドール賞を受賞した。この賞に平出が選ばれるのは日本人最多となる4度目[3]。
- 2024年7月27日：K2西壁登攀中に中島健郎とともに標高約7500メートル付近で滑落、同月30日に救助活動打ち切りとなった[1][5]。このときの挑戦について、NHKのTV番組「K2西壁 ふたりの軌跡  平出和也と中島健郎が挑んだ空白地帯」[33]で放送された。番組では、2回目の頂上アタック直前まで本人たちが撮影した映像やインタビューを含めて放送された。

## エピソード
竹内は、2008年7月のガッシャーブルムII峰とブロードピーク登頂計画で、平出をサポート兼カメラマンに指名した。その理由として、「映像などの記録を残したい」「何かあったときの為に身近な人がいてほしい（連絡等が円滑になる）」「強い。自分がだめになっても登山を続行できる」ことを挙げた。
2005年、インドのシブリン峰で、谷口けいと未踏ルートの踏破に挑んだ際、荷物の選定を誤った（用具を増やし、食料・燃料を減らした）ことから、登頂には成功したが、足の指を3本切断することになった。この時の教訓は、2008年のカメット登頂に生かされた。
2010年11月7日、平出およびドイツ人パートナーのディビット・ゲットラー（David Göttler）はヒマラヤ山脈のアマ・ダブラムに遠征中、未踏ルートにこだわり北西壁新ルートを進んだ。その後、2人は、切立った山肌で身動きが取れなくなった。平出がヘリコプターで下るのも一つの方法と案を出し、携帯電話にて救援要請した。その要請を受け、Fishtail Air社の山岳救助のヘリコプターが出発した。ヘリはまずゲットラーを救出、さらに平出の救出に向かった。しかし、ヘリは聳え立つ巨大な6,300メートルの氷壁とクラッシュを起こし、1,500メートル崖下に墜落した。パイロットのSabin Basnyat（34歳）と技術者のPurna Awale（34歳）の2名が死亡した。ネパール軍はこの時点で現場の危険度を顧み、救助ヘリを出すことを拒否した。その後、死亡したパイロットの友人にあたるパイロットがFishtail Air社のヘリで平出を救出した。この事故においてゲットラーと平出の2人は救出されたものの、地元のネパールの救援隊員2名が死亡するという結果となった。死亡した救援隊員は、過去にスイスで山岳救助の訓練を受けていたという。スイス国営放送は、彼らの死を悼んで番組を作成し、救援隊員の訓練当時の姿、事故後に嘆き悲しむ残された妻子などの家族たちや、葬式の模様が報道された。平出は、この事故で登山を辞めることを考えたが、亡くなったパイロットの葬儀に出席した際、両親から「新しい命をもらったと思って登山を続けていって欲しい」と言われたという。

## メディア出演
- 2010年10月31日 TBSテレビ『情熱大陸』（MBS制作）服部文祥[36]
- 2013年1月14日 NHK BSプレミアム『世界の名峰グレートサミッツ』世界最高のクライマー"シルクロードの王"を撮る〜中央アジアハン・テングリ〜
- 2015年4月11日 NHK総合『NHKスペシャル』「幻の山カカボラジ 全記録〜アジア最後の秘境を行く〜」[26][37]
- 2015年7月25日 NHK BS1『経済フロントライン』未来人のコトバ 山岳カメラマン平出和也さん[38]
- 2017年1月2日 NHK BSプレミアム『体感！グレートネイチャーSP』▽ヒマラヤ造山帯〜世界最深・カリガンダキ河をゆく
- 2017年2月24日 TBSテレビ『クレイジージャーニー』平出和也
- 2017年3月2日 TBSテレビ『クレイジージャーニー』平出和也
- 2017年9月21日 TBSテレビ『クレイジージャーニー』2人の無謀なジャーニーが偉業達成SP!
- 2018年2月3日 NHK BS1『銀嶺の空白地帯に挑む〜カラコルム・シスパーレ〜』[39]
- 2018年7月29日 TBSテレビ『情熱大陸』（MBS制作）「登山家 山岳カメラマン・平出和也」
- 2021年12月29日 NHK BSプレミアム『グレートトラバース3 日本三百名山全山人力踏破 達成スペシャル』
- 2023年2月25日 NHK BSプレミアム『もう一度、あの高みへ 〜登山家 平出和也 再起をかけた挑戦〜』[40]
- 2023年6月17日 NHKラジオ『石丸謙二郎の山カフェ』中島健郎と共に出演[41]
- 2025年3月 - NHK BSP4K(8日)/BS(22日)『K2西壁 ふたりの軌跡  平出和也と中島健郎が挑んだ空白地帯』[33] - 事故直前までの挑戦の様子が放送された。